# Grzegorz Cygonik
Grzegorz Maciej Cygonik (ur. 9 lutego 1969 w Bielsku-Białej) – polski polityk, poseł na Sejm II i III kadencji.

## Życiorys
Ukończył liceum ogólnokształcące. W 1987 wstąpił do Konfederacji Polski Niepodległej. W latach 1991–1993 pełnił funkcję sekretarza wicemarszałka Sejmu Dariusza Wójcika. Następnie do 2001 przez dwie kadencje sprawował mandat poselski – w 1993 został wybrany z listy KPN, w 1997 w okręgu tarnowskim z ramienia Akcji Wyborczej Solidarność, której od listopada 2000 był rzecznikiem prasowym. Od 1998 należał do Ruchu Społecznego AWS.
W 2001 nie został ponownie wybrany i wycofał się z polityki. Przez cztery lata był rzecznikiem w Zakładach Mechanicznych w Tarnowie. Następnie pracował z PZU, z którego zwolniony został w 2015. Do 2016 był członkiem zarządu Fundacji PZU. W tym samym roku założył firmę PR. W 2019 jako kandydat bezpartyjny startował bez powodzenia do Sejmu z ramienia Koalicji Obywatelskiej.
W 2015 otrzymał Krzyż Wolności i Solidarności.